# 오렌지워크구

오렌지워크 구의 위치

오렌지워크구(영어: Orange Walk District)는 벨리즈 북서부에 위치한 구로 행정 중심지는 오렌지워크이며 면적은 4,737km2, 인구는 45,419명(2010년 기준)이다. 멕시코, 과테말라와 국경을 접한다.